# 베를린 지하철 6호선
베를린 지하철 6호선(독일어: U-Bahn-Linie 6) 또는 U6는 베를린 지하철의 노선 중 하나로, 총 연장 19.8 km에 29개 역이 있다. U5, U7, U8, U9 노선과 함께 대형 규격(Großprofil) 노선에 속한다. 베를린을 남북으로 종단하는 노선 중 하나이며, 초기에는 남북선(Nord-Süd-Bahn)으로 불리기도 했다. 북쪽의 테겔에서 시작하여 베를리너 슈트라세, 뮐러슈트라세, 쇼세슈트라세, 프리드리히슈트라세, 메링담, 템펠호퍼 담, 마리엔도르퍼 담 대로를 경유하여 남쪽의 마리엔도르프에서 종착한다.

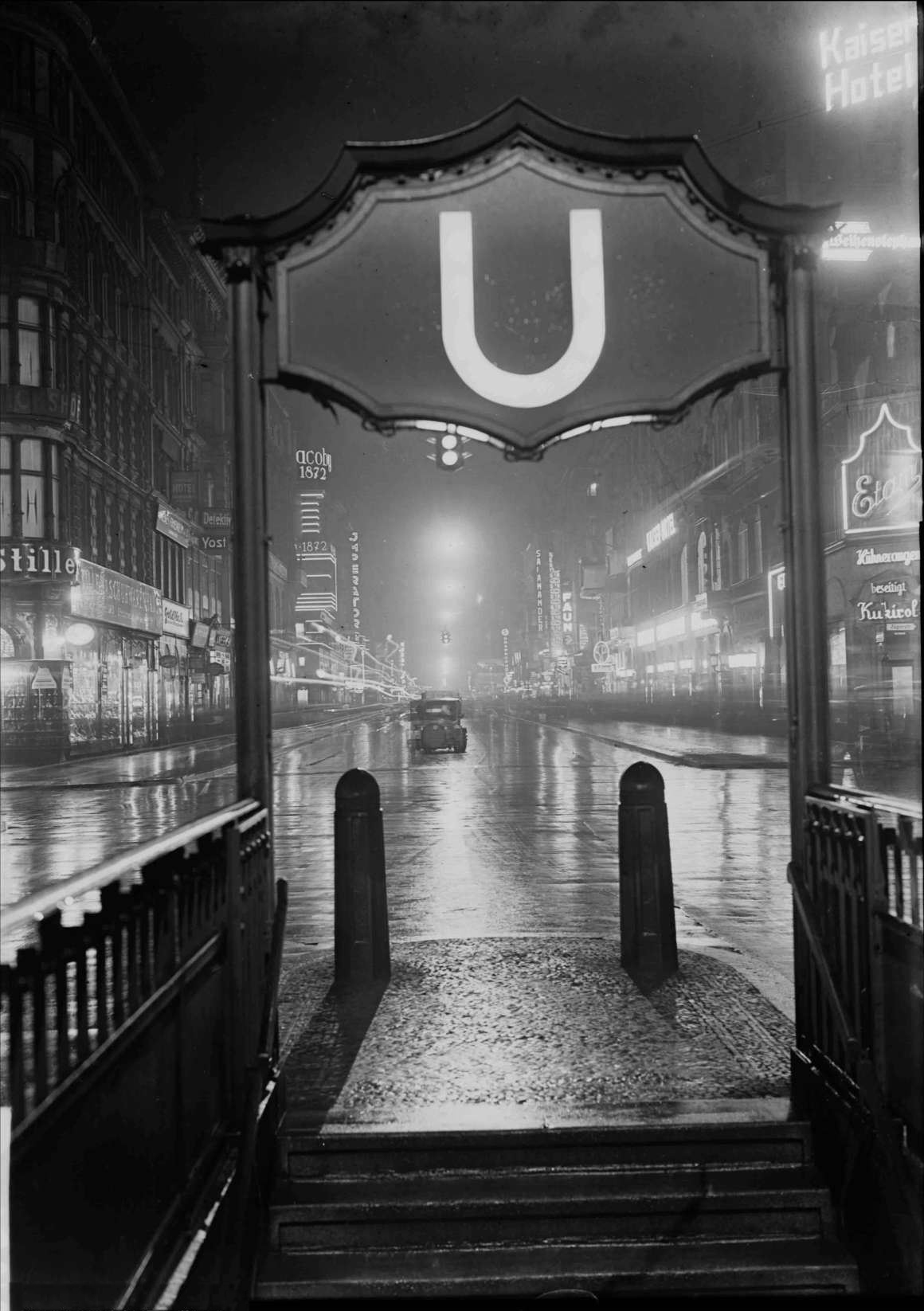
프란최지셰 슈트라세역의 출입구, 1929년. 1926년에 도입된 U라는 기호가 표시되어 있다.

1920년대에 노선이 건설될 당시에도 노선의 상징색은 현재와 유사한 보라색이었다. 개통 당시에는 별도의 노선 번호가 없었고 남북선(Nord-Süd-Bahn)이라는 이름으로 개통했다. 초기에 건설된 역사의 출입구에는 알프레드 그레난데르(Alfred Grenander)와 알프레트 페제(Alfred Fehse)가 디자인한 10각형 형태의 파란색 에나멜 표지판이 걸려 있었고, 남북선(Nord-Süd)이라는 명칭이 표기되어 있었다. 표지판 형태가 날개를 펼친 박쥐와 유사했기 때문에 박쥐 포털(Fledermausportale)이라는 별명이 있었다. 출입구 설치 후에는 도시철도(U-Bahn)를 상징하는 큰 U자 모양이 대신 설치되었다.
1928년에는 노선 기호인 C선이라는 명칭이 도입되었다. 초기의 노선 명칭은 노이쾰른 방면 CI선 및 템펠호프 방면 CII선이었다. 노이쾰른 방면과 템펠호프 방면 운행 계통이 1966년부터 분리되면서 템펠호프 방면 간선은 6호선이라는 명칭을 사용하게 되었다. 1984년 1월 9일부터 서베를린의 S반 운행이 베를린교통공사로 넘어오면서 S반과 U반의 구분을 위하여 지하철 노선에 모두 U가 붙게 되었다.

## 역사

### 개통 초기
1901년 당시 베를린시에서는 프리드리히슈트라세를 남북으로 통과하는 지하 철도 노선 건설을 계획하고 있었다. 베르너 폰 지멘스는 노벨슈트라세를 따라서 운행하는 지하 철도 노선을 계획하고 있었다. 당시 시 정부에서는 교통망을 공영으로 운영해야 한다고 생각하고 있었기 때문에 지멘스에 사업권을 주지 않고 직접 건설을 진행했다. 남북간 도시철도 노선은 베딩에서 템펠호프를 연결하는 간선 노선과 노이쾰른 방면으로의 지선 노선이 계획되었다. 제1차 세계대전으로 인하여 건설 진행이 지연되었고 한때는 공사 중단 상태까지 간 적이 있었다. 1918년 이전 공사의 흔적은 철제 구조물에 압연된 제철소의 명칭에서만 찾을 수 있다.

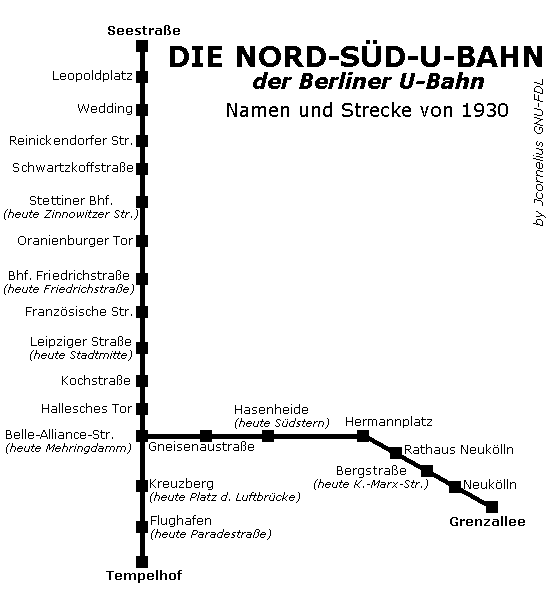
1930년 당시 남북 도시철도 노선

1919년이 되어서야 공사가 재개될 수 있었으나, 초인플레이션으로 인하여 1920년대 초반에 공사가 중단되어 이미 지어진 터널 일부가 다시 폐쇄되었다. 1923년 1월 30일에 할레셰스 토어역과 슈테틴역(2009년 12월 13일 이후 나투어쿤데무제움역, 과거 치노비처 슈트라세(Zinnowitzer Straße)역 및 북역(Nordbahnhof)) 구간이 개통되었다. 1923년 3월 8일에는 슈테틴역-제슈트라세역 구간이 개통되었고, 제슈트라세역에는 차량사업소가 건설되었다.
모렌슈트라세/프리드리히슈트라세 교차로에는 U2 노선과의 환승역이 건설되었다. 건설 당시에는 두 역을 지하에 겹쳐서 짓는 것이 흔하지 않았기 때문에 두 역은 160 m 정도 떨어져 있다. 남북 도시철도상의 역은 라이프치거 슈트라세(Leipziger Straße, 현재의 슈타트미테역)역으로 계획되었다. 그 결과 두 역 사이 환승은 긴 지하 통로를 거치는 구조로 건설되었다.
당시의 분기역인 벨알리앙스슈트라세역(Belle-Alliance-Straße, 현재의 메링담역)은 2면 3선식으로 계획되었다. 서쪽 승강장(상대식, 왼쪽)은 템펠호프 및 노이쾰른 방면 열차가 모두 정차했고, 동쪽 승강장(섬식)의 서쪽 선로(가운데)에는 노이쾰른, 동쪽 선로(오른쪽)에는 템펠호프에서 오는 시내 방면 열차가 정차했다. U7 노선의 연장에 따라서 쌍섬식 승강장 구조로 변경되었다.
베를린 대확장 이전 템펠호프와의 분쟁으로 인하여 노이쾰른 방면 노선이 우선으로 건설되었고, 1924년이 되어서야 템펠호프 방면 노선이 건설되었다. 1926년 2월 14일 벨알리앙스슈트라세역-크로이츠베르크역(Kreuzberg, 현재의 플라츠 데어 루프트브뤼케역) 구간이 개통했다. 1년 후에는 공항역(Flughafen, 현재의 파라데슈트라세역)이 개통했다. 노선 동쪽에는 당시의 베를린 템펠호프 공항이 바로 붙어 있었다. 1920년대 중반에 공항을 건설하면서 지반 평탄화를 위하여 토사 약 30만 세제곱미터가 필요했다. 여기에 들어간 토사 중 14만 세제곱미터는 도시철도 건설로 생긴 터널 버력을 재활용했다. 공사 현장으로 연결되는 별도의 연결선을 통하여 버력을 운송했다.
1929년에는 베를린 순환선의 템펠호프역과의 환승역이 건설되었다. 지상역과 지하역은 대합실을 공유하는 형태로 건설되었다. 도시철도 구간이 상대적으로 깊은 심도에 건설되었기 때문에 지하 대합실을 크게 설계할 수 있었다.

### 북부와 남부 연장

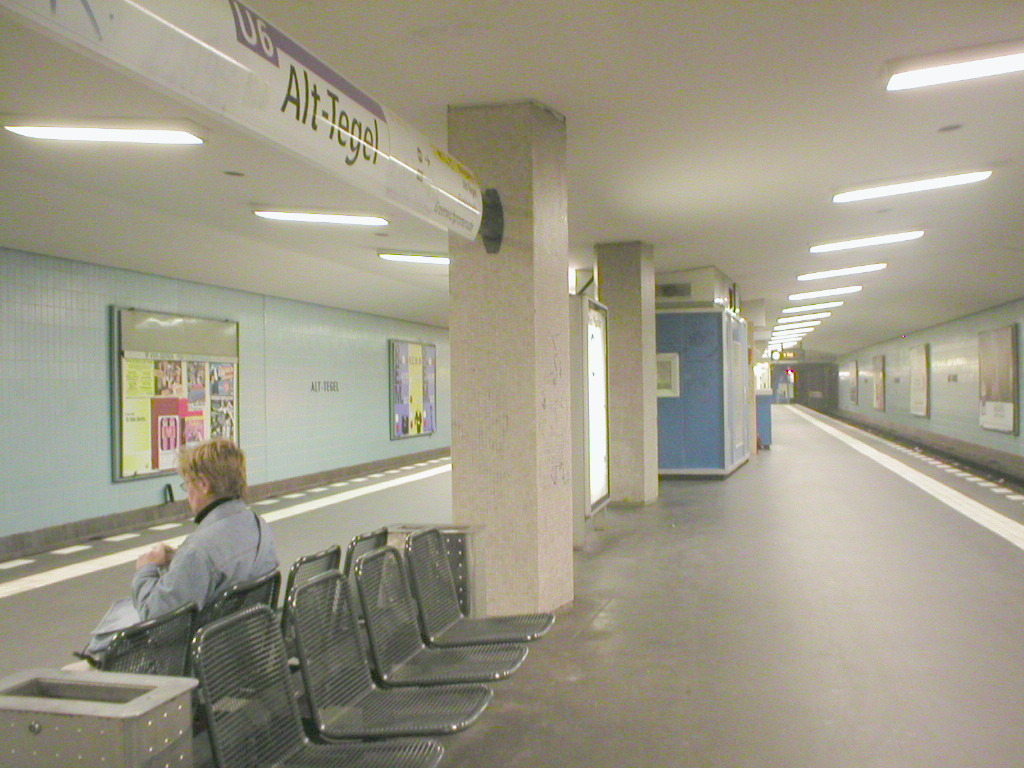
북쪽 종착역인 알트테겔역

C선 계획 당시에도 테겔 방면으로의 연장 계획이 있었으며 이를 위해서 1929년에 400 m 가량의 터널 선시공부가 건설되었다. 테겔 방면 일부 버스 노선 및 모든 노면 전차 노선을 대체할 계획으로 당시 종착역이었던 제슈트라역부터 테겔 방면으로의 도시 철도 연장이 진행되었다. 제2차 세계대전 종전 이후 서베를린에서 최초로 진행된 도시 철도 공사였다.
1953년 10월 26일 제슈트라세역 북쪽의 뮐러슈트라세 일대에서 기공식이 진행되었다. 이 구간은 제슈트라세-쿠르트슈마허플라츠, 쿠르트슈마허플라츠-테겔 두 단계로 나뉘어 개통되었다. 비용 문제 및 일대의 지하수위 때문에 쿠르트슈마허플라츠역 북부 일부 구간은 지상으로 건설되었다. 쿠르트슈마허플라츠역 북쪽에서 지상 15 m까지 올라온 다음 베를린 지하철의 첫 대형 규격 지상역인 샤른베버슈트라세역에 도달한다. 홀츠하우저 슈트라세역 북쪽에서 다시 지하로 들어가며 테겔까지는 계속 지하로 운행한다.

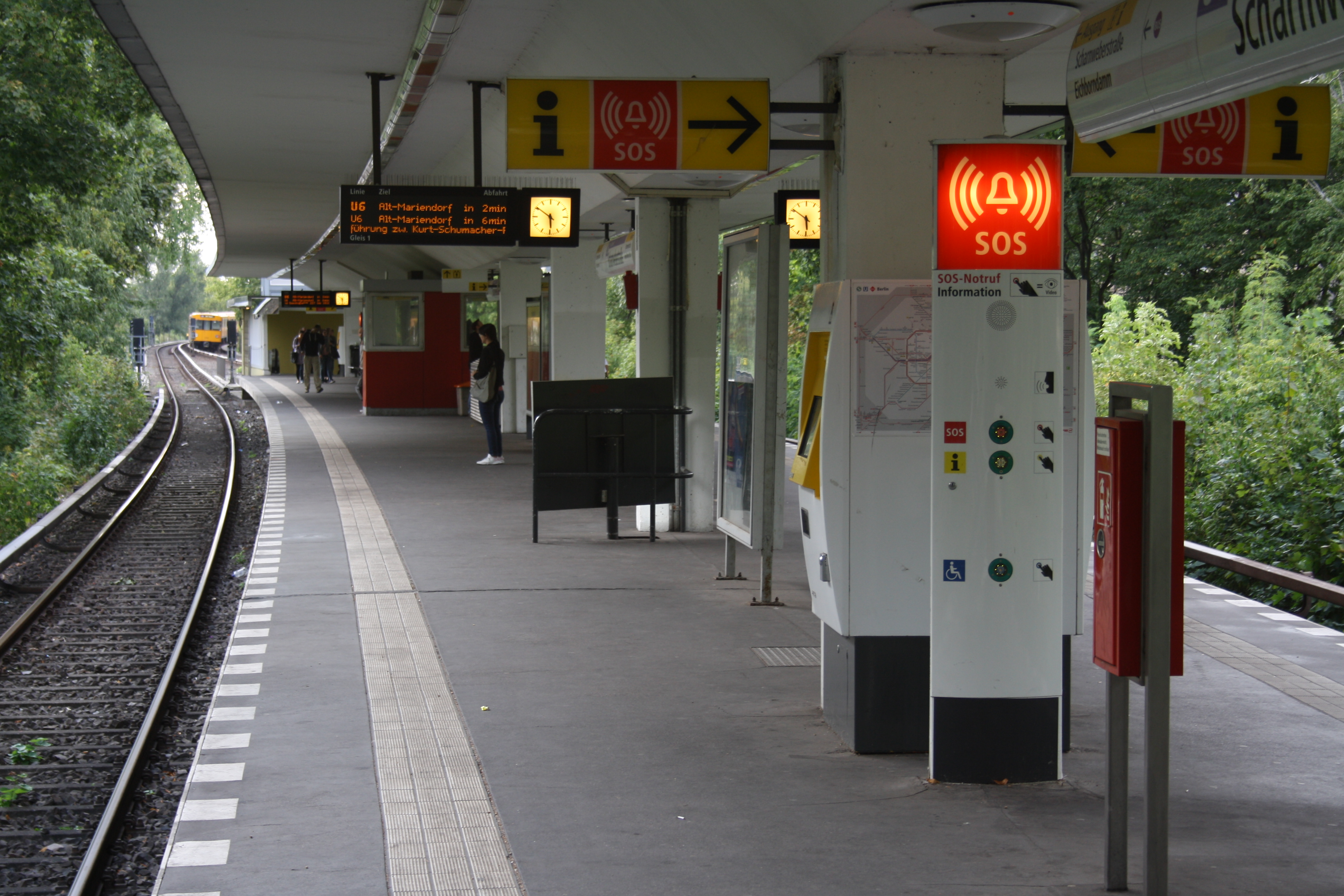
샤른베버슈트라세역

제2차 세계대전 이전에 건설된 기존 역사처럼 단순함을 위주로 설계되었다. 역사 내부는 파스텔톤 타일로 마감되었다. 지상역은 철근 콘크리트제로 건설되었으며, 남쪽에 있는 U3 노선의 지상역과는 다른 분위기를 준다.
제슈트라세-쿠르트슈마허플라츠 구간은 1956년 5월 3일, 나머지 구간은 1958년 5월 31일에 개통되었다. C선의 북부 연장 구간이 개통하면서 테겔 일대의 대중교통 노선이 완전히 변경되었으며, 모든 노면전차 노선도 이때 폐선되었다.

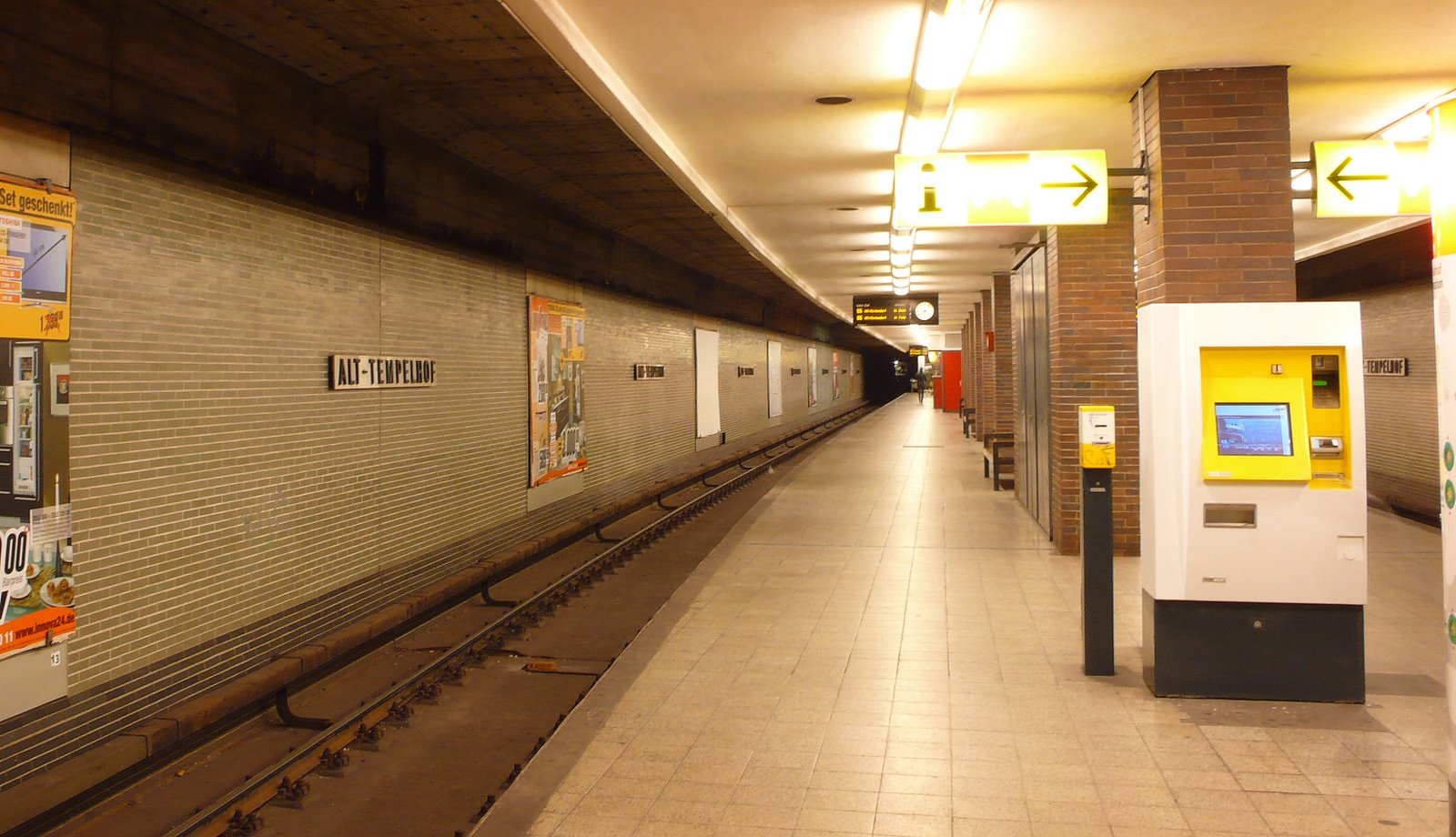
알트템펠호프역

C선은 테겔 방면으로의 연장 외에도 알트마리엔도르프 방면 남부 연장이 계획되어 있었다. 나치 독일 시기에도 마리엔도르프 경마장 방면으로의 C선 연장이 계획되었다. 이 구간 건설은 비용 문제로 인하여 템펠호퍼 담 혹은 마리엔도르퍼 담 이후 구간을 지상 절개지에 건설하자는 제안도 있었지만, BVG에서는 템펠호프 구청 및 주요 상업 중심지를 연결하기 위해서는 전부 지하로 건설해야 한다고 주장했다.
1961년 3월 6일 남부 구간 연장 기공식이 진행되었다. 알트마리엔도르프역까지 구간은 1966년 2월 28일에 개통했다. 당시 종착역이었던 템펠호프역에서 템펠호퍼 담을 따라서 남쪽으로 진행하며 텔토 운하를 가로지른다. 루도역 방면 U7 노선 건설과 비슷하게 운하 횡단이 가장 큰 문제였으며, 텔토 운하를 가로지르는 슈투벤라우흐교(Stubenrauchbrücke)의 하층부에 U6 박스 구조물이 설치되었다. 서부와 동부 교량은 서로 분리되어 건설되어 있으며, 도시 철도 노반과 울슈타인슈트라세역의 일부는 동부 교량 하부에 설치되어 있다. 텔토 운하를 운행하는 선박의 높이 4.6 m를 확보하기 위해서 동부 교량 진입을 위한 경사로가 건설되어야 했으며, 그 결과 당초 계획보다 노면의 높이가 1.2 m 높아졌다. 교량 통과 문제로 인하여 텔토 운하의 확장이 사실상 불가능하다.

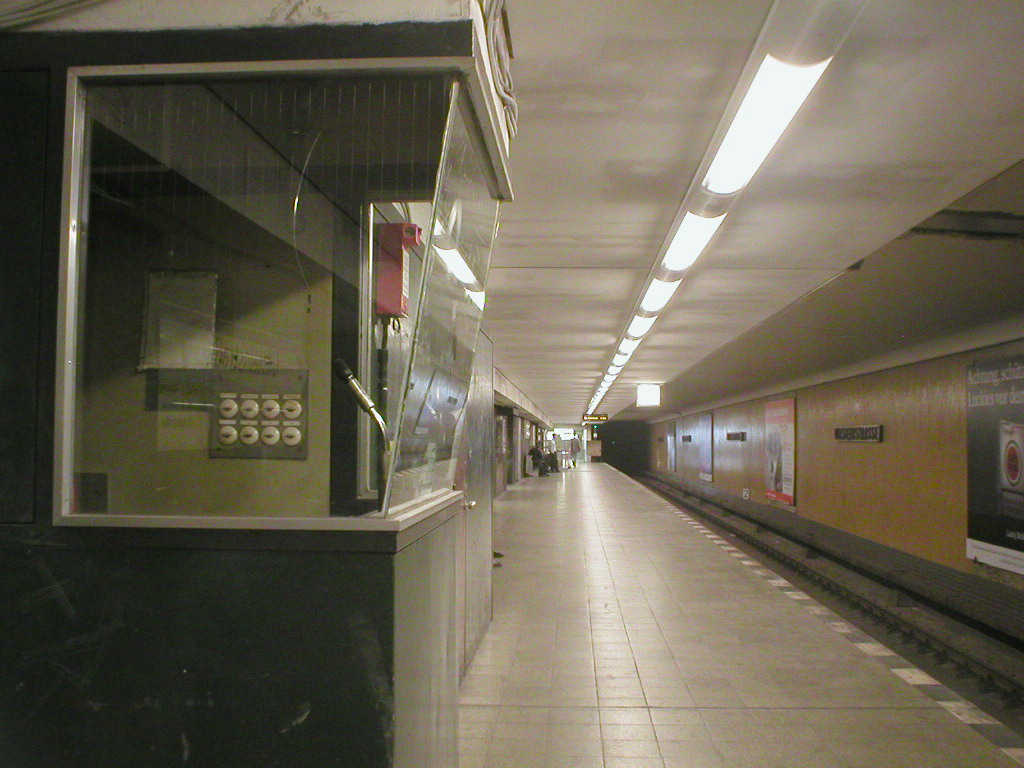
울슈타인슈트라세역

텔토 운하 남쪽으로 알트마리엔도르프역까지 노선이 진행된다. 교외 지역에서 진입하는 버스 노선이 알트마리엔도르프역을 통과한다. 이 구간 연장을 끝으로 현재의 U6 노선 연장이 완성되었다. 
알트템펠호프역을 제외한 모든 역은 라이너 륌러가 설계했다. U7 노선의 남부 구간과 비슷하게 대형 사각형 세라믹 타일로 역사가 마감되었다.

### 유령역

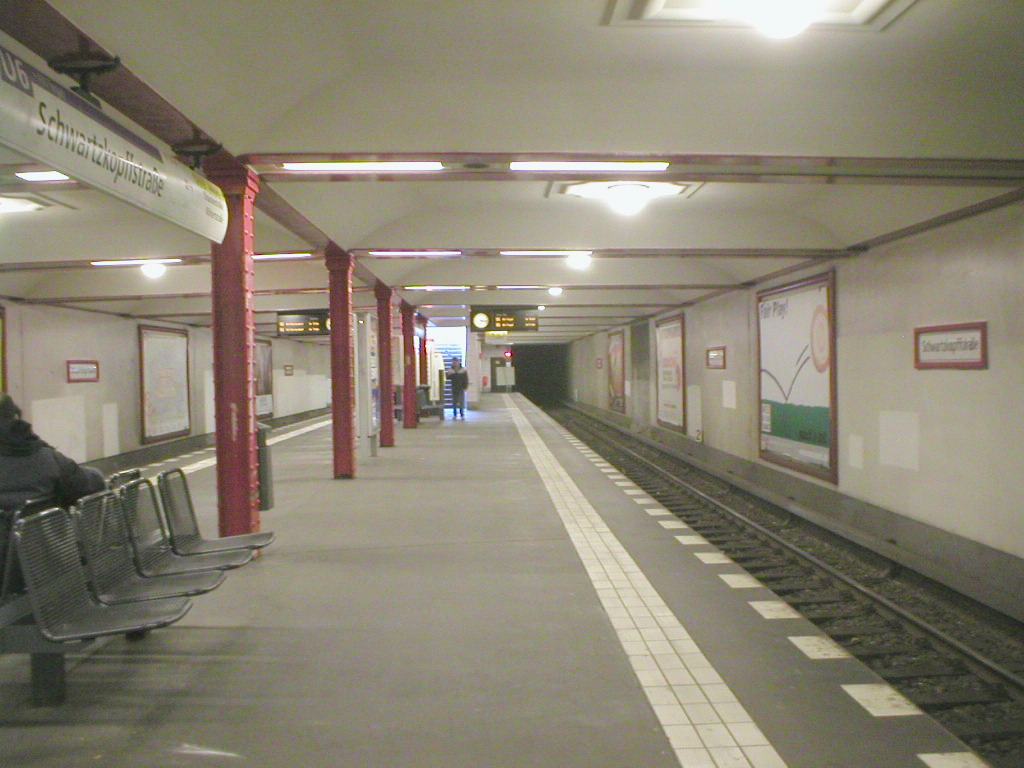
슈바르츠코프슈트라세역

1961년 8월 13일 베를린 장벽 건설 이후 당시 동독의 내무부 장관이었던 카를 마론의 명령으로 서베를린 영토인 라이니켄도르퍼 슈트라세역과 코흐슈트라세역 사이의 동베를린 영토에 있는 U6 노선의 역이 폐쇄되었다. 프리드리히슈트라세역은 서베를린 방면 S반 노선과의 환승 및 동베를린과의 국경 통과를 목적으로 영업을 계속했다. 그 결과 유령역이 탄생했다. 동베를린의 미테구 측에서는 이 구간의 대체 교통편으로 발터 울브리히트 경기장과 라이프치거 슈트라세를 잇는 버스 노선 59번을 개설했고, 유령역이 재개통하는 1990년 7월까지 운행했다. 분단기에는 이 역사에는 국경경비대 대원만 출입할 수 있었다.
1951년 4월에 발터울브리히트슈타리온역으로 개명된 슈바르츠코프슈트라세역도 유령역이 되었다. 1973년 3월 15일에 근처 경기장 이름이 세계청년경기장(Stadion der Weltjugend)으로 변경되었으나, 변경된 역명은 이 구간을 통과하는 승객들만 볼 수 있었고 동독의 지도에는 지하철역의 존재가 표시되지 않았다. 역명이 변경된 1973년에는 역이 오랜 기간 동안 영업을 중단한 상태였고 대중 교통에 거의 사용되지 않았기 때문에 역명판의 디자인은 크게 고려되지 않았다.
모든 유령역은 1990년 중반이 되어서야 재개업할 수 있었다.

### 재통일 이후
베를린 장벽 붕괴 이후 과거 동베를린에 속해 있었던 구간의 역사와 터널 시설물이 개보수되었으며, 1990년 7월 1일에 폐쇄되었던 모든 역이 재개통했다.

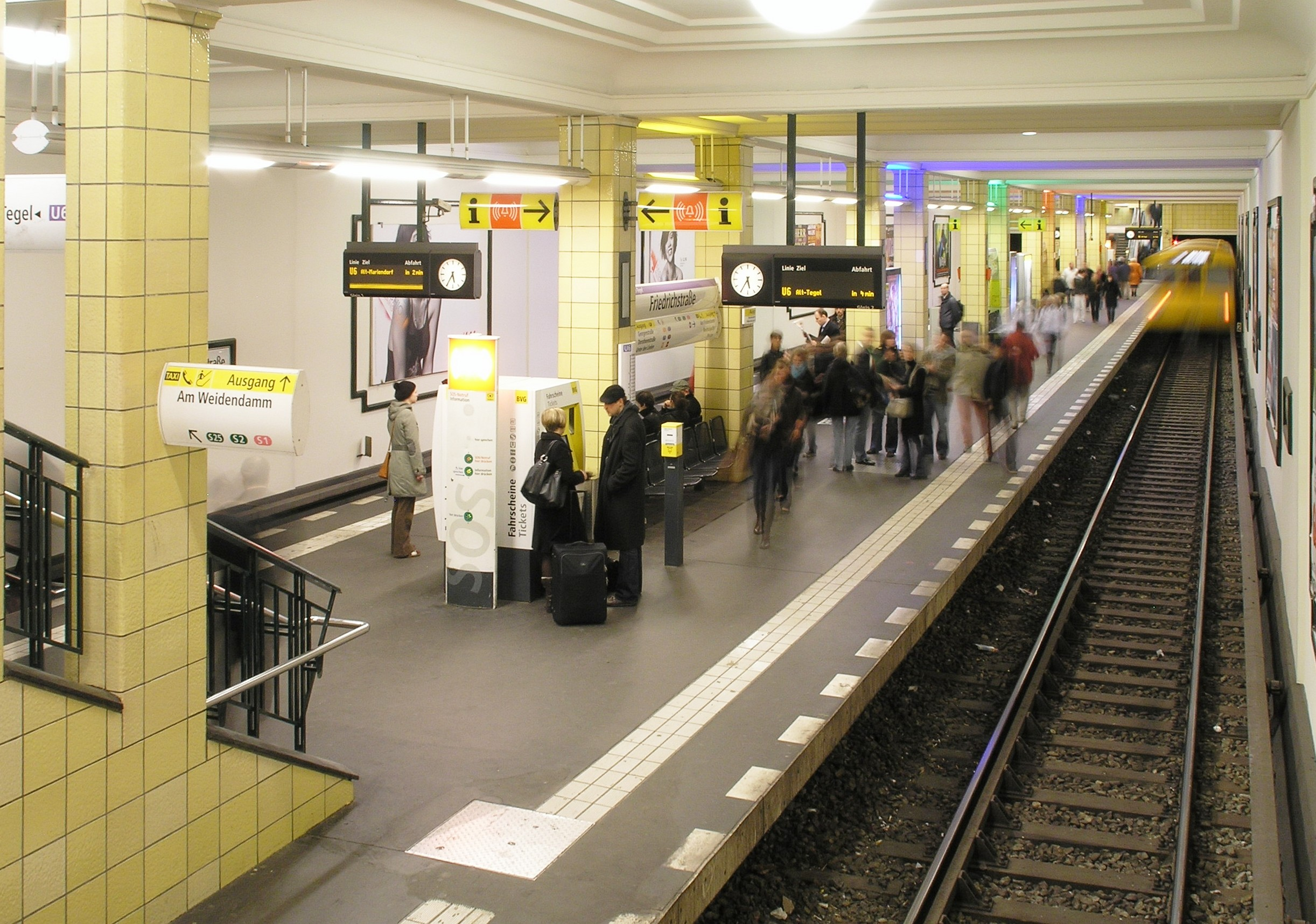
프리드리히슈트라세역의 지하철 승강장은 통일 이후에 연장되었다

1912년부터 1923년에 건설된 U6 노선상의 역은 제1차 세계대전과 초인플레이션으로 인하여 베를린시에서 공사 예산을 절약해야 했다. 그 결과 1차대전 이전에 건설된 소형 규격 노선에 비해서 역 장식도 단순화되었고, 승강장 길이도 이후 대형 규격 노선에서 사용된 110~120 m보다 더 짧은 80 m 길이로 건설되었다. 이로 인하여 4량 열차까지만 운행할 수 있었고 1970년대부터 승객 수용량 문제가 제기되었다. 1960년대부터 1970년대까지 서베를린에 있었던 지하철역은 증축 공사를 통해서 승강장 길이를 연장시켰다. 그러나 동베를린에 걸쳐 있었던 서베를린 쪽의 지하철역인 프리드리히슈트라세역, 코흐슈트라세역, 라이니켄도르퍼 슈트라세역은 증축 공사를 하려면 동독에 상당한 돈을 지불해야 했기 때문에 연장 공사 이후에도 계속 4량으로 운행했다. 그 대신 배차 간격을 출퇴근 시간에 3분까지 단축시켰다. 재통일 이후에는 원래 계획대로 6량 열차를 운행하기 위해서 2억 5000만 마르크 예산을 투입하여 과거 동베를린에 있었던 코흐슈트라세-라이니켄도르퍼 슈트라세 구간 모든 역사의 승강장 증축 공사를 진행했다. 공사는 1992년 7월부터 1996년 9월까지 운행 중에 진행되었다.
U5 환승역인 운터 덴 린덴역을 건설하기 위하여 2012년 6월 30일부터 2013년 11월 17일까지 U6 노선에서의 열차 운행이 단절되었다. 2020년 12월 4일에 운터 덴 린덴역이 U5/U6 환승역으로 개통하면서 남쪽에 있었던 프란최지셰 슈트라세역은 영업을 중단했다.
할레셰스 토어-알트마리엔도르프 구간에는 2017년 9월부터 전자식 신호소가 설치되었다. 할레셰스 토어역 북쪽의 터널 내에 설치되었으며 U7 노선의 일부 구간도 제어한다.
2022년 가을부터 쿠르트슈마허플라츠역-보르지히베르케역 사이 지상 구간의 보수공사가 시작되었고 2025년 초에 완공될 예정이다. 보수공사에는 지반 안정화, 궤도 및 공동구 개축공사 등이 포함된다. 자이델슈트라세 도로를 건너는 교량은 철거 후 신축된다. 샤른베버슈트라세역 및 홀츠하우저 슈트라세역의 승강장과 역사 지붕은 보수될 예정이며, 보르지히베르케역 및 홀츠하우저 슈트라세역에는 엘리베이터가 설치될 예정이다.

### 추가 연장 계획
2017년 12월에는 템펠호프쇠네베르크구 구의회의 CDU 교섭단체에서 리히텐라데 방면 및 블랑켄펠데-말로 방면 노선 연장을 제안했으나, 2018년 3월에 SPD와 녹색당의 다수 의견으로 거부되었다.
2020년 타당성 조사에서는 폐항된 베를린 테겔 국제공항 부지에 들어설 어번 테크 리퍼블릭(Urban Tech Republic) 방면으로의 도시철도 연결이 논의되었다. U6 노선의 지선이 건설되며 건설안에 따라서 최소 2.9, 최대 4.4 km 구간이 새로 건설된다. 건설 비용은 2억 7500만에서 6억 700만 유로로 예상되었다. 대안 중에는 고가 노선 건설도 있었다. 터널 건설이 진행된다면 U6 노선의 운행이 일정 기간 동안 중단되어야 하며, 건설안 중에서는 1개 안만이 일일 15,000명 수요를 보장할 수 있는 것으로 나타났다.

## 운행
| 구간 | 월-금(출퇴근) (7:00–9:30, 15:00–18:30) | 월-금(평시) (6:00–7:00, 9:30–15:00,18:30–21:00) | 토 (10:00–21:00) | 일, 공휴일 (12:30–19:00) | 저수요 시간 (월–금 4:30–6:00, 월–토 21:00 이후, 일 19:00–0:30, 5:30–10:00, 일 6:30–12:30) | 금/토, 토/일 및 공휴일 전날 야간 (금/토 0:30–5:30, 토/일 0:30–6:30) |
| --- | -------------------------------------- | ----------------------------------------------- | ---------------- | ------------------------ | ----------------------------------------------------------------------------------------- | ------------------------------------------------------------------- |
| 알트테겔 ↔ 알트마리엔도르프 | 04분                                   | 05분                                            | 05분             | 05분                     | 010분                                                                                     | 015분                                                               |
| 금요일/토요일, 토요일/일요일 밤(0:30-4:30)에는 U6 전 구간을 15분 간격으로 운행한다. 다른 날에는 심야 버스 N6이 U6 구간까지 운행한다. |                                        |                                                 |                  |                          |                                                                                           |                                                                     |

## 역 목록
| 코드명 | 역명 (한국어)              | 역명 (독일어)           | 접속 노선                                                             | 영업 거리 | 소재지                           | 소재지         |
| ------ | -------------------------- | ----------------------- | --------------------------------------------------------------------- | --------- | -------------------------------- | -------------- |
| Tg     | 알트테겔                   | Alt-Tegel               | S25                                                                   |           | 라이니켄도르프구                 | 테겔           |
| Bk     | 보르지히베르케             | Borsigwerke             |                                                                       |           | 라이니켄도르프구                 | 테겔           |
| Hh     | 홀츠하우저 슈트라세        | Holzhauser Straße       |                                                                       |           | 라이니켄도르프구                 | 테겔           |
| OTI    | 오티스슈트라세             | Otisstraße              |                                                                       |           | 라이니켄도르프구                 | 라이니켄도르프 |
| Scha   | 샤른베버슈트라세           | Scharnwebertraße        |                                                                       |           | 라이니켄도르프구                 | 라이니켄도르프 |
| Sch    | 쿠르트슈마허플라츠         | Kurt-Schumacher-Platz   |                                                                       |           | 라이니켄도르프구                 | 라이니켄도르프 |
| Afr    | 아프리카니셰 슈트라세      | Afrikanische Straße     |                                                                       |           | 미테구                           | 베딩           |
| Rb     | 레베르게                   | Rehberge                |                                                                       |           | 미테구                           | 베딩           |
| Se     | 제슈트라세                 | Seestraße               |                                                                       |           | 미테구                           | 베딩           |
| Lpo    | 레오폴트플라츠             | Leopoldplatz            | U9                                                                    |           | 미테구                           | 베딩           |
| We     | 베딩                       | Wedding                 | S41 · S42                                                             |           | 미테구                           | 베딩           |
| Ri     | 라이니켄도르퍼 슈트라세    | Reinickendorfer Straße  |                                                                       |           | 미테구                           | 베딩           |
| SK     | 슈바르츠코프슈트라세       | Schwartzkopffstraße     |                                                                       |           | 미테구                           | 미테           |
| NA     | 나투어쿤데무제움           | Naturkundemuseum        |                                                                       |           | 미테구                           | 미테           |
| Ob     | 오라니엔부르거 토어        | Oranienburger Tor       |                                                                       |           | 미테구                           | 미테           |
| F      | 프리드리히슈트라세         | Friedrichstraße         | Fernverkehr · Regionallinie · S1 · S2 · S25 · S26 · S3 · S5 · S7 · S9 |           | 미테구                           | 미테           |
| UDO    | 운터 덴 린덴               | Unter den Linden        | U5                                                                    |           | 미테구                           | 미테           |
| Mic    | 슈타트미테                 | Stadtmitte              | U2                                                                    |           | 미테구                           | 미테           |
| Ks     | 코흐슈트라세               | Kochstraße              |                                                                       |           | 프리드리히스하인크로이츠베르크구 | 크로이츠베르크 |
| Hu     | 할레셰스 토어              | Hallesches Tor          | U1 · U3                                                               |           | 프리드리히스하인크로이츠베르크구 | 크로이츠베르크 |
| Me     | 메링담                     | Mehringdamm             | U7                                                                    |           | 프리드리히스하인크로이츠베르크구 | 크로이츠베르크 |
| PL     | 플라츠 데어 루프트브뤼케   | Platz der Luftbrücke    |                                                                       |           | 프리드리히스하인크로이츠베르크구 | 크로이츠베르크 |
| Ps     | 파라데슈트라세             | Paradestraße            |                                                                       |           | 템펠호프쇠네베르크구             | 템펠호프       |
| Ts     | 템펠호프                   | Tempelhof               | S41 · S42 · S45 · S46                                                 |           | 템펠호프쇠네베르크구             | 템펠호프       |
| At     | 알트템펠호프               | Alt-Tempelhof           |                                                                       |           | 템펠호프쇠네베르크구             | 템펠호프       |
| Ka     | 카이저린아우구스타슈트라세 | Kaiserin-Augusta-Straße |                                                                       |           | 템펠호프쇠네베르크구             | 템펠호프       |
| Ull    | 울슈타인슈트라세           | Ullsteinstraße          |                                                                       |           | 템펠호프쇠네베르크구             | 템펠호프       |
| Wl     | 베스트팔베크               | Westphalweg             |                                                                       |           | 템펠호프쇠네베르크구             | 마리엔도르프   |
| Mf     | 알트마리엔도르프           | Alt-Mariendorf          |                                                                       |           | 템펠호프쇠네베르크구             | 마리엔도르프   |

## 개통 연혁

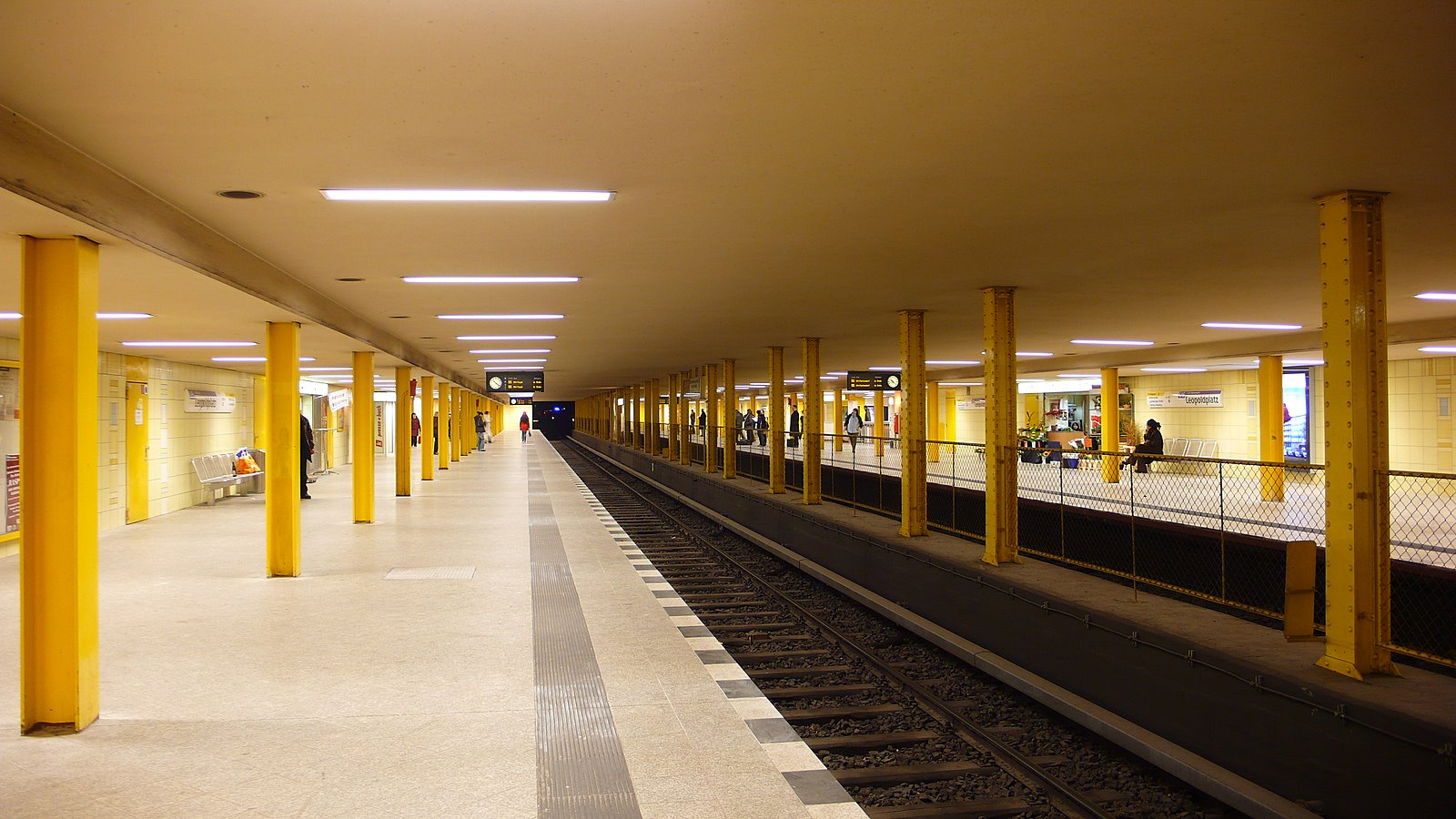
레오폴트플라츠역은 1961년 재건축 이후 상대식 승강장으로 변경되었다.

- 1923년 1월 30일: 슈테틴역(Stettiner Bahnhof, 현재의 나투어쿤데무제움역) – 할레셰스 토어역
- 1923년 3월 8일: 슈테틴역(현재의 나투어쿤데무제움역) – 제슈트라세역
- 1924년 4월 19일: 할레셰스 토어역 – 벨알리앙스슈트라세역(Belle-Alliance-Straße, 현재의 메링담역)
- 1926년 2월 14일: 벨알리앙스슈트라세역(현재의 메링담역) – 크로이츠베르크역(Kreuzberg, 현재의 플라츠 데어 루프트브뤼케역)
- 1927년 9월 10일: 크로이츠베르크역(현재의 플라츠 데어 루프트브뤼케역) – 공항역(Flughafen, 현재의 파라데슈트라세역)
- 1929년 12월 22일: 공항역(현재의 파라데슈트라세역) – 템펠호프역(쥐트링)
- 1956년 5월 3일: 제슈트라세역 – 쿠르트슈마허플라츠역
- 1958년 5월 31일: 쿠르트슈마허플라츠역 – 테겔역(현재의 알트테겔역)
- 1966년 2월 28일: 템펠호프역(쥐트링) – 알트마리엔도르프역
- 2020년 12월 4일: 운터덴린덴역 개통, 프란최지셰 슈트라세역 폐역